# Phoma lobariae
Phoma lobariae är en lavart som beskrevs av Diederich & Etayo 1995. Phoma lobariae ingår i släktet Phoma, ordningen Pleosporales, klassen Dothideomycetes, divisionen sporsäcksvampar och riket svampar.   Inga underarter finns listade i Catalogue of Life.